# Université de Lincoln
L'université de Lincoln (University of Lincoln) est une université publique anglaise située dans le Lincolnshire et à Kingston-upon-Hull. Fondée en 1861 comme Hull School of Art, elle accède au statut d'université en 1992 sous le nom d'University of Lincoln.

## Composantes
L'université est composée de 4 facultés :
- Faculté des arts, architecture et design
- Faculté de santé et de sciences de la vie et de la société
- Faculté des sciences humaines, des médias et de la technologie
- Faculté de droit et de commerce